# Natație la Jocurile Olimpice de vară din 2020 - 800 m liber (masculin)
Proba de 800 de metri liber masculin de la Jocurile Olimpice de vară din 2020 a avut loc în perioada 27-29 iulie 2021 la Tokyo Aquatics Centre.

## Recorduri
Înaintea acestei competiții, recordurile mondiale și olimpice erau următoarele:
| Record  | Atlet             | Timp    | Loc              | Data              |
| ------- | ----------------- | ------- | ---------------- | ----------------- |
| Mondial | Zhang Lin (CHN)   | 7:32,12 | Roma, Italia     | 29 iulie 2009     |
| Olimpic | Emil Rausch (GER) | 13:11,4 | Saint Louis, SUA | 7 septembrie 1904 |

## Program
Orele sunt ora Japoniei (UTC+9) 
| Data                 | Timp  | Etapă      |
| -------------------- | ----- | ---------- |
| Marți, 27 iulie 2021 | 20:17 | Calificări |
| Joi, 29 iulie 2021   | 10:30 | Finala     |

## Rezultate

### Calificări
Înotătorii cu cei mai buni 8 timpi s-au calificat în finală.
| Loc | Serie | Culoar | Înotător                | Țară                       | Timp    | Note  |
| --- | ----- | ------ | ----------------------- | -------------------------- | ------- | ----- |
| 1   | 4     | 5      | Mykhailo Romanchuk      | Ucraina                    | 7:41,28 | C, OR |
| 2   | 4     | 3      | Florian Wellbrock       | Germania                   | 7:41,77 | C, RN |
| 3   | 4     | 7      | Robert Finke            | Statele Unite ale Americii | 7:42,72 | C, RN |
| 4   | 5     | 2      | Felix Auböck            | Austria                    | 7:45,73 | C, RN |
| 5   | 5     | 7      | Guilherme Costa         | Brazilia                   | 7:46,09 | C, RA |
| 6   | 5     | 3      | Jack McLoughlin         | Australia                  | 7:46,94 | C     |
| 7   | 4     | 2      | Serhiy Frolov           | Ucraina                    | 7:47,67 | C     |
| 8   | 5     | 4      | Gregorio Paltrinieri    | Italia                     | 7:47,73 | C     |
| 9   | 4     | 4      | Henrik Christiansen     | Norvegia                   | 7:48,37 |       |
| 10  | 4     | 6      | Ahmed Hafnaoui          | Tunisia                    | 7:49,14 |       |
| 10  | 1     | 4      | Victor Johansson        | Suedia                     | 7:49,14 |       |
| 12  | 5     | 6      | Gabriele Detti          | Italia                     | 7:49,47 |       |
| 13  | 5     | 1      | Aleksandr Yegorov       | COR                        | 7:49,97 |       |
| 14  | 3     | 8      | Daniel Wiffen           | Irlanda                    | 7:51,65 |       |
| 15  | 3     | 5      | Alfonso Mestre          | Venezuela                  | 7:52,07 |       |
| 16  | 3     | 7      | Marwan El-Kamash        | Egipt                      | 7:52,76 |       |
| 17  | 4     | 8      | Michael Brinegar        | Statele Unite ale Americii | 7:53,00 |       |
| 18  | 2     | 6      | Zac Reid                | Noua Zeelandă              | 7:53,06 | RN    |
| 19  | 3     | 1      | Alexander Nørgaard      | Danemarca                  | 7:53,50 |       |
| 20  | 2     | 5      | Nguyễn Huy Hoàng        | Vietnam                    | 7:54,16 |       |
| 21  | 4     | 1      | Anton Ipsen             | Danemarca                  | 7:54,98 |       |
| 22  | 2     | 1      | Ákos Kalmár             | Ungaria                    | 7:55,85 |       |
| 23  | 2     | 4      | José Lopes              | Portugalia                 | 7:56,15 |       |
| 24  | 3     | 6      | Yiğit Aslan             | Turcia                     | 7:56,18 |       |
| 25  | 3     | 4      | Kieran Bird             | Marea Britanie             | 7:57,53 |       |
| 26  | 2     | 3      | Dimitrios Markos        | Grecia                     | 7:58,68 |       |
| 27  | 2     | 7      | Cheng Long              | China                      | 7:58,71 |       |
| 28  | 5     | 8      | Jan Micka               | Cehia                      | 7:59,04 |       |
| 29  | 5     | 5      | David Aubry             | Franța                     | 8:00,16 |       |
| 30  | 3     | 2      | Ilya Druzhinin          | COR                        | 8:01,47 |       |
| 31  | 1     | 3      | Marcelo Acosta          | El Salvador                | 8:03,01 |       |
| 32  | 1     | 5      | Martin Bau              | Slovenia                   | 8:04,79 |       |
| 33  | 2     | 2      | Vuk Čelić               | Serbia                     | 8:04,85 |       |
| 34  | 3     | 3      | Konstantinos Englezakis | Grecia                     | NS      |       |

### Finala
| Loc | Culoar | Înotător             | Țară                       | Timp    | Note |
| --- | ------ | -------------------- | -------------------------- | ------- | ---- |
| 1   | 3      | Robert Finke         | Statele Unite ale Americii | 7:41,87 | RN   |
| 2   | 8      | Gregorio Paltrinieri | Italia                     | 7:42,11 |      |
| 3   | 4      | Mykhailo Romanchuk   | Ucraina                    | 7:42,33 |      |
| 4   | 5      | Florian Wellbrock    | Germania                   | 7:42,68 |      |
| 5   | 7      | Jack McLoughlin      | Australia                  | 7:45,00 |      |
| 6   | 1      | Serhiy Frolov        | Ucraina                    | 7:45,11 |      |
| 7   | 6      | Felix Auböck         | Austria                    | 7:49,14 |      |
| 8   | 2      | Guilherme Costa      | Brazilia                   | 7:53,31 |      |